# Лєра Абова
Валерія Смірнова (рос. Валерия Смирнова; нар. 4 листопада 1992, Славгород, Алтайський край, Росія) професійно відома як Лєра Абова (англ. Lera Abova) — німецька актриса і модель російського походження. Вона працює в більш ніж одному модельному агентстві, включаючи «Select Model Management», «Oui Management» і «Fabbrica Milano Management». У спінофі «Ідеального голосу», «Ідеальний голос: Бампер у Берліні», вона зіграла Тею. Її вибрали на роль Ніко Робін для екранізації «One Piece» від Netflix.

## Раннє життя та кар'єра
Абова народилася 4 листопада 1992 року і виросла в місті Славгород в Алтайському краю Росії. За її словами, «село» «настільки маленьке, що його немає на карті». У 13 років вона переїхала до Німеччини. Вона не розмовляла німецькою, тому для спілкування використовувала електронний перекладач. Їй було важко спілкуватися зі своїми однокласниками через мовний бар'єр і те, що вона походила з іншого середовища. Вона любила носити рожеву футболку з покемонами та мала «божевільне довге волосся». Вивчивши німецьку, вона знайшла багато друзів. Вона кинула школу перед випускними іспитами, коли їй було 18 або 19 років.
У 2016 році на неї звернув увагу фотограф Девід Сімс, який почав свою кар'єру як фотомодель. Незабаром з нею працювали інші фешн-фотографи, зокрема Колін Доджсон і Маріано Віванко, а також стилісти «Vogue» з багатьох країн світу. У перші два роки своєї кар'єри вона брала участь у багатьох рекламних кампаніях. У 2017 році Люк Бессон запропонував їй роль Мод у своєму фільмі «Анна» разом із Сашею Лусс.

## Фільмографія

### Кіно
| Рік  |   | Українська назва | Оригінальна назва  | Роль              |
| ---- | - | ---------------- | ------------------ | ----------------- |
| 2019 | ф | Анна             | англ. Anna         | Мод / англ. Maude |
| 2025 | ф | Люба, не треба!  | англ. Honey Don't! |                   |

### Телебачення
| Рік  |   | Українська назва                  | Оригінальна назва                     | Роль                                                   |
| ---- | - | --------------------------------- | ------------------------------------- | ------------------------------------------------------ |
| 2022 | с | Ідеальний голос: Бампер у Берліні | англ. Pitch Perfect: Bumper in Berlin | DJ Das Boot / Теа / англ. DJ Das Boot / Thea (6 серій) |
| 2026 | с | One Piece                         | англ. One Piece                       | Ніко Робін                                             |